# Ulf Riis
Ulf Andre Riis (Skien, 15 gennaio 1985) è un calciatore norvegese, difensore del Pors Grenland.

## Carriera

### Club
Riis iniziò la carriera nel Pors Grenland. Il 30 ottobre 2005 debuttò nell'Adeccoligaen con questa squadra, sostituendo Eirik Bertheussen nella sconfitta per 8-1 contro lo Stabæk. Rimase in squadra fino al 2010, nonostante la retrocessione nella Fair Play Ligaen del campionato 2006.
Il 3 gennaio 2011 fu reso noto il trasferimento del calciatore all'Odd Grenland. Il 16 maggio dello stesso anno, esordì nella Tippeligaen: subentrò a Simen Brenne nel pareggio per 1-1 contro il Viking. Svincolatosi dall'Odd, tornò al Pors Grenland.